# Güternahverkehr (Deutschland)
Güternahverkehr war bis 1. Juli 1998 eine Definition im Güterkraftverkehrsgesetz (GüKG) des gewerblichen Güterkraftverkehrs nach §§ 80–89 GüKG mit einem Radius von 75 km.
Diese Definition ist heute gesetzlich nicht mehr gültig.

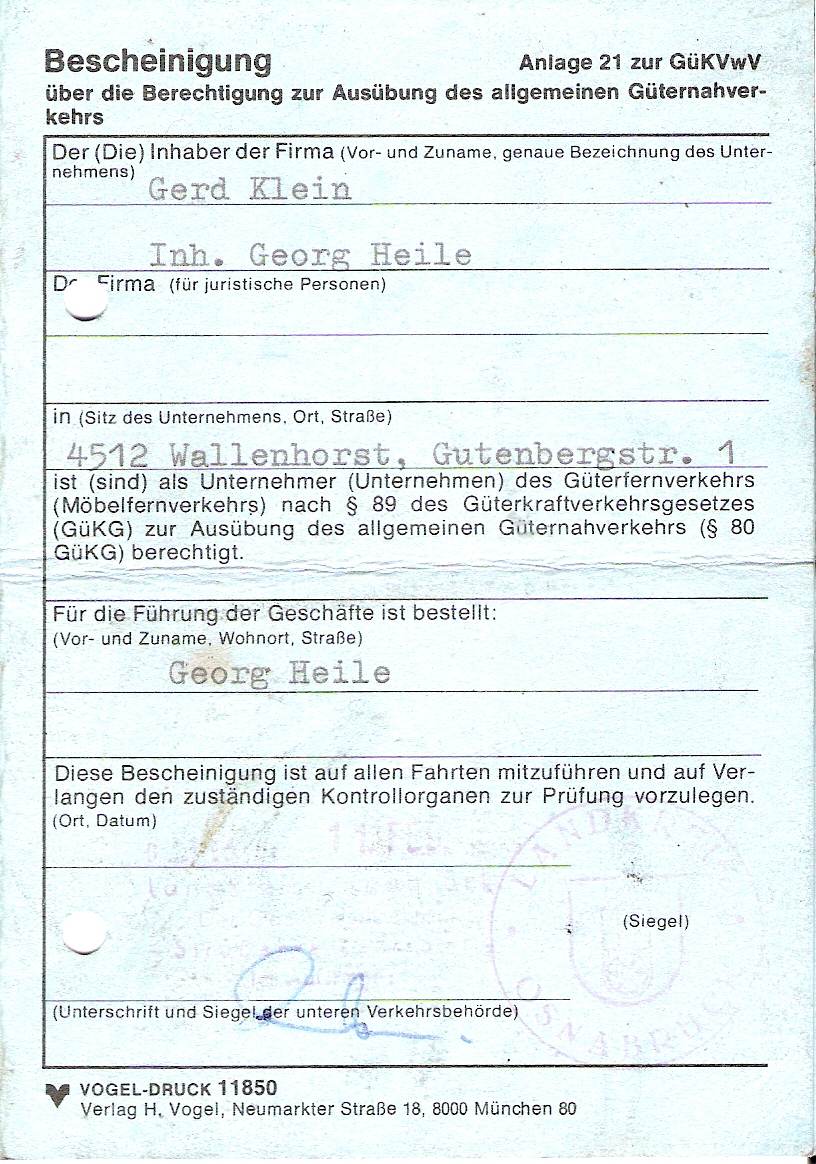
Güternahverkehr-Genehmigung ~ 1989

Seit dem 6. Oktober 1931 bedurfte der Güternahverkehr bis 50 km einer Genehmigung und der nachweislichen Fach- und Sachkunde.
Mit dem am 31. Mai 1992 novellierten GüKG wurde der Werk- und gewerblich Güternahverkehr von 50 auf einen Radius von 75 km erweitert. Die Nahverkehrszone galt vom angemeldeten Standort des LKW innerhalb eines Umkreises von 75 km. Es konnten auch mehrere Ortsmittelpunkte bei Gemeinden mit über 100 000 Einwohnern oder einer Fläche von mehr als 100 km² festgelegt werden. Bei neugegliederten Gemeinden konnten bis zu drei Ortsmittelpunkte bestimmt werden.
Das war für den Bereich der Grenzen in Deutschland von Bedeutung, indem diese zur grenzüberschreitenden Beförderung im internationalen Güterfernverkehr ohne Konzession besser erreicht werden konnte.
Durch eine Reform des GüKG wurde die Aufhebung der Kontingentierung im Güterfernverkehr sowie Kabotageverkehr ab dem 1. Juli 1998 in Kraft gesetzt. Somit wurde die Unterscheidung zwischen Güterfern-, Güternah- und Umzugsverkehr aufgegeben. Die bisherige Trennung vom Werkverkehr und dem gewerblichen Güterkraftverkehr wurde beibehalten.
Heute wird im Gütertransportgewerbe der Begriff Güternahverkehr benutzt, wenn es sich um Tagesfahrten handelt. Vorrangig wird das Verteilen und Sammeln von einzelnen Gütern um den Standort einer Güterkraftverkehrsspedition im Nahverkehr bewerkstelligt, wo die Sammelgutlager oder die Logistikzentren ansässig sind. Das Verteilen von Frischwaren an Filialen von Handelsketten wird ebenso organisiert.